# 康苏镇
康苏镇，是中华人民共和国新疆维吾尔自治区克孜勒苏柯尔克孜自治州乌恰县下辖的一个乡镇级行政单位。

## 行政区划
康苏镇下辖以下地区：
哈巴社区、英加依社区、煤矿社区和比尔列西米社区。
2020年12月30日，新疆维吾尔自治区自治区人民政府同意将膘尔托阔依乡行政区域内的玛依喀克管委会和阿依尕特村，黑孜苇乡行政区域内的库勒阿日克村吉勒格朱尔特小组划归康苏镇管辖，于2021年3月正式接管，并设立克孜勒苏村和阿依尕特村。